# 国土空间规划
国土空间规划是中华人民共和国的空间规划体系，是国家空间发展的指南、可持续发展的空间蓝图，是各类开发保护建设活动的基本依据。国土空间规划融合了原有的主体功能区规划、土地利用规划、城乡规划等空间规划，其目的是实现“多规合一”。

## 背景
在自然资源部成立、国土空间规划相关政策出台之前，中国内地原有规划种类主要有以下（部分列举）：
| 规划                   | 国家层面主管部门                     | 规划期限 | 法律、政策依据                     |
| ---------------------- | ------------------------------------ | -------- | ---------------------------------- |
| 国民经济和社会发展规划 | 国家发展和改革委员会                 | 5年      |                                    |
| 主体功能区规划         | 国家发展和改革委员会                 | 10-15年  | 《关于加快推进生态文明建设的意见》 |
| 土地利用规划           | 土地行政主管部门（国土资源部）       | 15年     | 《土地管理法》                     |
| 城乡规划               | 城乡规划主管部门（住房和城乡建设部） | 15-20年  | 《城乡规划法》                     |
| 环境保护规划           | 环境保护主管部门（环保部）           | 5年      | 《环境保护法》                     |

除了种类繁多以外，由于各个规划、各个部门的职能之间存在重叠、空白，难以协调，原有的各种规划之间存在矛盾冲突等问题。尽管《城乡规划法》和《土地管理法》都有条文要求其规划要与其他规划衔接，但是并未规定衔接的方式，实际操作中也难以落实。
2013年11月12日通过的《中共中央关于全面深化改革若干重大问题的决定》提到：
|                                              | 健全自然资源资产产权制度和用途管制制度。对水流、森林、山岭、草原、荒地、滩涂等自然生态空间进行统一确权登记，形成归属清晰、权责明确、监管有效的自然资源资产产权制度。建立空间规划体系，划定生产、生活、生态空间开发管制界限，落实用途管制。健全能源、水、土地节约集约使用制度。 健全国家自然资源资产管理体制，统一行使全民所有自然资源资产所有者职责。完善自然资源监管体制，统一行使所有国土空间用途管制职责。 |
| ——中共中央关于全面深化改革若干重大问题的决定 | |

同年12月12-13日，中央城镇化工作会议提到“建立空间规划体系，推进规划体制改革，加快规划立法工作。”
2014年3月16日公布的《国家新型城镇化规划（2014－2020年）》提出：“加强城市规划与经济社会发展、主体功能区建设、国土资源利用、生态环境保护、基础设施建设等规划的相互衔接。推动有条件地区的经济社会发展总体规划、城市规划、土地利用规划等‘多规合一’。”同年，国家发展改革委、国土资源部、环境保护部、住房城乡建设部联合下发《关于开展市县“多规合一”试点工作的通知》，全国共28个市县纳入“多规合一”试点。
2015年9月21日，中共中央、国务院印发《生态文明体制改革总体方案》，其中明确了“构建以空间治理和空间结构优化为主要内容，全国统一、相互衔接、分级管理的空间规划体系，着力解决空间性规划重叠冲突、部门职责交叉重复、地方规划朝令夕改等问题。”“空间规划分为国家、省、市县（设区的市空间规划范围为市辖区）三级。”
2018年3月17日第十三届全国人民代表大会第一次会议通过《第十三届全国人民代表大会第一次会议关于国务院机构改革方案的决定》，批准《国务院机构改革方案》。方案规定：“组建自然资源部。将国土资源部的职责，国家发展和改革委员会的组织编制主体功能区规划职责，住房和城乡建设部的城乡规划管理职责，水利部的水资源调查和确权登记管理职责，农业部的草原资源调查和确权登记管理职责，国家林业局的森林、湿地等资源调查和确权登记管理职责，国家海洋局的职责，国家测绘地理信息局的职责整合，组建自然资源部，作为国务院组成部门。自然资源部对外保留国家海洋局牌子。不再保留国土资源部、国家海洋局、国家测绘地理信息局。”2018年4月10日，自然资源部正式挂牌。自然资源部的成立为各项规划的整合扫清了管理上的障碍。
2019年5月9日，中共中央、国务院印发《关于建立国土空间规划体系并监督实施的若干意见》（中发〔2019〕18号），确立了了国土空间规划的改革目标。同年5月28日，自然资源部发布《自然资源部关于全面开展国土空间规划工作的通知》（自然资发〔2019〕87号）。通知提到，“各地不再新编和报批主体功能区规划、土地利用总体规划、城镇体系规划、城市（镇）总体规划、海洋功能区划等。已批准的规划期至2020年后的省级国土规划、城镇体系规划、主体功能区规划，城市（镇）总体规划，以及原省级空间规划试点和市县‘多规合一’试点等，要按照新的规划编制要求，将既有规划成果融入新编制的同级国土空间规划中。”
同年8月26日，《中华人民共和国土地管理法》修订通过，其中增加的第十八条确定了国土空间规划的法律地位：
|                                     | 第十八条 国家建立国土空间规划体系。编制国土空间规划应当坚持生态优先，绿色、可持续发展，科学有序统筹安排生态、农业、城镇等功能空间，优化国土空间结构和布局，提升国土空间开发、保护的质量和效率。 经依法批准的国土空间规划是各类开发、保护、建设活动的基本依据。已经编制国土空间规划的，不再编制土地利用总体规划和城乡规划。 |
| ——中华人民共和国土地管理法 (2019年) | |

## 主要内容

### “五级三类四体系”
2019年5月27日，国务院新闻办公室举行《中共中央 国务院关于建立国土空间规划体系并监督实施的若干意见》发布会。自然资源部总规划师庄少勤在回答记者提问时介绍，国土空间规划层级和内容可归纳为“五级三类四体系”。其中：
- “五级”对应中国的行政管理体系的五个层级：国家级、省级、市级、县级、乡镇级。其中国家级规划侧重战略性，省级规划侧重协调性，市县级和乡镇级规划侧重实施性。
- “三类”分为总体规划、详细规划、相关的专项规划三种规划类型。
  - 总体规划强调的是规划的综合性，是对一定区域，如行政区全域范围涉及的国土空间保护、开发、利用、修复做全局性的安排。
  - 详细规划强调实施性，一般是在市县以下组织编制，是对具体地块用途和开发强度等作出的实施性安排。详细规划是开展国土空间开发保护活动，包括实施国土空间用途管制、核发城乡建设项目规划许可，进行各项建设的法定依据。城镇开发边界外的村庄规划作为详细规划。
  - 相关的专项规划强调的是专门性，一般是由自然资源部门或者相关部门来组织编制，可在国家级、省级和市县级层面进行编制，特别是对特定的区域或者流域，为体现特定功能对空间开发保护利用作出的专门性安排。
- “四体系”包括规划流程中的规划编制审批体系、规划实施监督体系，以及支撑规划运行的法规政策体系和技术标准体系。[15]

| 层级   | 总体规划            | 详细规划                | 详细规划                | 专项规划 |
| ------ | ------------------- | ----------------------- | ----------------------- | -------- |
| 国家级 | 全国国土空间规划    | -                       | -                       | 专项规划 |
| 省级   | 省国土空间规划      | -                       | -                       | 专项规划 |
| 市级   | 市国土空间规划      | （开发边界内） 详细规划 | （开发边界外） 村庄规划 | 专项规划 |
| 县级   | 县国土空间规划      | （开发边界内） 详细规划 | （开发边界外） 村庄规划 | 专项规划 |
| 乡镇级 | 乡/镇级国土空间规划 | （开发边界内） 详细规划 | （开发边界外） 村庄规划 | -        |

### “双评价”
国土空间规划的“双评价”即资源环境承载能力和国土空间开发适宜性评价，是编制国土空间规划的基本依据。根据自然资源部制定的《资源环境承载能力和国土空间开发适宜性评价技术指南（征求意见稿）》，“资源环境承载能力”是指“一定国土空间内自然资源、环境容量和生态服务功能对人类活动的综合支撑水平”，而“国土空间开发适宜性”是指“国土空间对生态保护、农业生产、城镇建设等不同开发保护利用方式的适宜程度”。

### “三区三线”
“三区三线”中的“三区”是指生态、农业、城镇功能空间，“三线”是“三条控制线”，即生态保护红线、永久基本农田、城镇开发边界空间管控边界。其中“三区”突出主导功能划分，“三线”侧重边界的刚性管控。
三条控制线的定义分别如下：
- 生态保护红线：在生态空间范围内具有特殊重要生态功能、必须强制性严格保护的区域。
- 永久基本农田：为保障国家粮食安全和重要农产品供给，实施永久特殊保护的耕地。依据耕地现状分布，根据耕地质量、粮食作物种植情况、土壤污染状况，在严守耕地红线基础上，按照一定比例，将达到质量要求的耕地依法划入。已经划定的永久基本农田中存在划定不实、违法占用、严重污染等问题的要全面梳理整改，确保永久基本农田面积不减、质量提升、布局稳定。
- 城镇开发边界：在一定时期内因城镇发展需要，可以集中进行城镇开发建设、以城镇功能为主的区域边界，涉及城市、建制镇以及各类开发区等。[18]

“三区”和“三线”的对应关系如下：
| “三区”（三类空间） | “三线”（三条控制线）及其他 | “三线”（三条控制线）及其他 |
| ------------------ | -------------------------- | -------------------------- |
| 生态空间           | 生态保护红线               | 自然保护地核心保护区       |
| 生态空间           | 生态保护红线               | 自然保护地一般控制区       |
| 生态空间           | 生态保护红线               | 生态保护红线内其他区域     |
| 生态空间           | 其他生态空间               |                            |
| 农业空间           | 永久基本农田               | 永久基本农田               |
| 农业空间           | 其他农业空间               |                            |
| 城镇空间           | 城镇开发边界               | 城镇开发边界               |
| 城镇空间           | 其他城镇空间               |                            |

“三区三线”需要根据“双评价”的结果布局、划定。

### 审查要点
根据《自然资源部关于全面开展国土空间规划工作的通知》，省级国土空间规划审查要点包括：
1. 国土空间开发保护目标；
2. 国土空间开发强度、建设用地规模，生态保护红线控制面积、自然岸线保有率，耕地保有量及永久基本农田保护面积，用水总量和强度控制等指标的分解下达；
3. 主体功能区划分，城镇开发边界、生态保护红线、永久基本农田的协调落实情况；
4. 城镇体系布局，城市群、都市圈等区域协调重点地区的空间结构；
5. 生态屏障、生态廊道和生态系统保护格局，重大基础设施网络布局，城乡公共服务设施配置要求；
6. 体现地方特色的自然保护地体系和历史文化保护体系；
7. 乡村空间布局，促进乡村振兴的原则和要求；
8. 保障规划实施的政策措施；
9. 对市县级规划的指导和约束要求等。[14]

国务院审批的市级国土空间总体规划审查要点，除对省级国土空间规划审查要点的深化细化外，还包括：
1. 市域国土空间规划分区和用途管制规则；
2. 重大交通枢纽、重要线性工程网络、城市安全与综合防灾体系、地下空间、邻避设施等设施布局，城镇政策性住房和教育、卫生、养老、文化体育等城乡公共服务设施布局原则和标准；
3. 城镇开发边界内，城市结构性绿地、水体等开敞空间的控制范围和均衡分布要求，各类历史文化遗存的保护范围和要求，通风廊道的格局和控制要求；城镇开发强度分区及容积率、密度等控制指标，高度、风貌等空间形态控制要求；
4. 中心城区城市功能布局和用地结构等。[14]

## 国务院批复市级国土空间总体规划的城市
截至2025年2月，国土空间规划的批复权限为：国务院负责批复各省级行政区国土空间规划（含直辖市国土空间总体规划），以及实际管辖范围内全部27座省会、首府、5座计划单列市，以及京津冀、长三角、粤港澳大湾区7座节点城市、海南省三沙市的国土空间总体规划，合计为44座城市；各省、自治区、直辖市人民政府负责批复各地、县级行政区国土空间总体规划；各地级行政区政府则负责批复乡镇级国土空间总体规划。截至2025年2月10日，除已经获得批复的城市总体规划规划期至2035年的北京市、上海市、雄安新区以及明确由国务院批复城市总体规划，实际上由于政治原因始终未有公开批文的三沙市以外，其余由国务院批复的城市国土空间总体规划已经全部出齐，标志着国土空间规划进入全面实施阶段。
以下列表列出由中华人民共和国国务院批复国土空间总体规划的城市。
| 区划代码 | 城市     | 级别       | 类型           | 所在 一级行政区  | 规划年限      | 城市规划区 面积（km²） | 城市开发边界 面积（km²）      | 城市建设用地 面积上限（km²） | 中心城区常住 人口上限（万） | 城市定位 | 批文                               | 批复日期       |
| -------- | -------- | ---------- | -------------- | ---------------- | ------------- | ---------------------- | ----------------------------- | ---------------------------- | --------------------------- | --- | ---------------------------------- | -------------- |
| 1100     | 北京     | 直辖市     | 首都           | 北京市           | 2016-2035年   | 16410（全域）          | 3282                          | 2760                         | 2300（全市）                | 北京是中华人民共和国的首都，是全国政治中心、文化中心、国际交往中心、科技创新中心。 | 北京城市总体规划（2016年－2035年） | 2017年9月13日  |
| 1200     | 天津     | 直辖市     |                | 天津市           | 2021-2035年   | 全域                   | 2020年城镇建设用地规模的1.3倍 | 2466                         | 835                         | 天津市是直辖市之一，中国重要的中心城市，国家历史文化名城，现代海洋城市，国际性综合交通枢纽城市；具有全国先进制造研发基地、北方国际航运核心区、金融创新运营示范区等功能，是改革开放先行区和社会主义现代化大都市。                         | 国函〔2024〕126号                  | 2024年8月9日   |
| 1301     | 石家庄   | 地级市     | 省会           | 河北省           | 2021-2035年   | 全域                   | 1269.57                       | 660                          | 600（全市）                 | 石家庄是河北省省会，京津冀地区重要的中心城市，全国性综合交通枢纽城市；具有华北商贸物流基地、华北先进制造业基地等功能。 | 国函〔2024〕193号                  | 2024年12月15日 |
| 1303     | 秦皇岛   | 地级市     |                | 河北省           | 2021-2035年   | 全域                   | 507.04                        | 不明                         | 不明                        | 秦皇岛是京津冀地区重要的节点城市，现代海洋城市，全国性综合交通枢纽城市；具有全国滨海旅游目的地等功能。 | 国函〔2024〕175号                  | 2024年11月25日 |
| 1331     | 雄安     | 国家级新区 |                | 河北省           | 2018-2035年   | 不明                   | 不明                          | 不明                         | 不明                        | 雄安新区是北京非首都功能疏解集中承载地；是绿色生态宜居新城区、创新驱动发展引领区、协调发展示范区、开放发展先行区，是贯彻落实新发展理念的创新发展示范区。                                                                                 | 《河北雄安新区规划纲要》           | 2018年4月14日  |
| 1401     | 太原     | 地级市     | 省会           | 山西省           | 2021-2035年   | 全域                   | 735.42                        | 不明                         | 不明                        | 太原是山西省省会，中部地区重要的中心城市，国家历史文化名城，全国性综合交通枢纽城市；具有华北先进制造业基地等功能。 | 国函〔2024〕192号                  | 2024年12月15日 |
| 1501     | 呼和浩特 | 地级市     | 首府           | 内蒙古自治区     | 2021-2035年   | 不明                   |                               | 不明                         | 不明                        | 呼和浩特是内蒙古自治区首府，华北地区重要的中心城市，国家历史文化名城，全国性综合交通枢纽城市。 | 国函〔2024〕180号                  | 2024年11月30日 |
| 2101     | 沈阳     | 副省级市   | 省会           | 辽宁省           | 2021-2035年   | 不明                   | 不明                          | 不明                         | 不明                        | 沈阳是辽宁省省会，东北亚国际化中心城市，国家历史文化名城，国际性综合交通枢纽城市。 | 国函〔2024〕157号                  | 2024年10月20日 |
| 2102     | 大连     | 副省级市   | 计划单列市     | 辽宁省           | 2021-2035年   | 不明                   |                               | 不明                         | 不明                        | 大连是沿海重要的中心城市，现代海洋城市，国际性综合交通枢纽城市。 | 国函〔2024〕166号                  | 2024年11月2日  |
| 2201     | 长春     | 副省级市   | 省会           | 吉林省           | 2021-2035年   | 不明                   |                               | 不明                         | 不明                        | 长春是吉林省省会，东北地区重要的中心城市，国家历史文化名城，全国性综合交通枢纽城市。 | 国函〔2025〕1号                    | 2025年1月2日   |
| 2301     | 哈尔滨   | 副省级市   | 省会           | 黑龙江省         | 2021-2035年   | 不明                   |                               | 不明                         | 不明                        | 哈尔滨是黑龙江省省会，东北地区重要的中心城市，国家历史文化名城，国际性综合交通枢纽城市。 | 国函〔2024〕199号                  | 2024年12月22日 |
| 3100     | 上海     | 直辖市     |                | 上海市           | 2017-2035年   | 6340（全域）           | 2800                          | 3200                         | 2500（全市）                | 创新之城、人文之城、生态之城，卓越的全球城市和社会主义现代化国际大都市。 | 国函〔2017〕147号                  | 2017年12月15日 |
| 3201     | 南京     | 副省级市   | 省会           | 江苏             | 2021-2035年   | 全域 808（中心城区）   | 1492.53                       | 700（中心城区）              | 760                         | 南京是江苏省省会，东部地区重要的中心城市，国家历史文化名城，国际性综合交通枢纽城市；具有全国先进制造业基地、东部产业创新中心和区域性科技创新高地、东部现代服务业中心、区域性航运物流中心等功能，融入长江经济带和长三角一体化发展战略。   | 国函〔2024〕136号                  | 2024年9月14日  |
| 3202     | 无锡     | 地级市     | 施行时较大的市 | 江苏省           | 2021-2035年   | 不明                   |                               | 不明                         | 不明                        | 无锡是长三角地区重要的中心城市，国家历史文化名城，全国性综合交通枢纽城市。 | 国函〔2025〕7号                    | 2025年1月12日  |
| 3204     | 常州     | 地级市     |                | 江苏省           | 2021-2035年   | 不明                   |                               | 不明                         | 不明                        | 常州是长三角地区重要的中心城市，国家历史文化名城。 | 国函〔2025〕9号                    | 2025年1月13日  |
| 3205     | 苏州     | 地级市     | 施行时较大的市 | 江苏省           | 2021-2035年   | 不明                   |                               | 不明                         | 不明                        | 苏州是东部地区重要的中心城市，国家历史文化名城，全国性综合交通枢纽城市。 | 国函〔2025〕8号                    | 2025年1月12日  |
| 3301     | 杭州     | 副省级市   | 省会           | 浙江省           | 2021-2035年   | 全域 880（中心城区）   | 1647.90                       | 不明                         | 1500（全市）                | 杭州是浙江省省会，东部地区重要的中心城市，国家历史文化名城，国际性综合交通枢纽城市；具有全国数字经济创新中心和区域性科技创新高地、先进制造业基地、东部现代服务业中心、国际旅游目的地等功能。                                             | 国函〔2024〕158号                  | 2024年10月20日 |
| 3302     | 宁波     | 副省级市   | 计划单列市     | 浙江省           | 2021-2035年   | 不明                   |                               | 不明                         | 不明                        | 宁波是长三角地区重要的中心城市，国家历史文化名城，现代海洋城市，全国性综合交通枢纽城市。 | 国函〔2024〕171号                  | 2024年11月10日 |
| 3401     | 合肥     | 地级市     | 省会           | 安徽省           | 2021-2035年   | 不明                   |                               | 不明                         | 不明                        | 合肥是安徽省省会，长三角地区重要的中心城市，全国性综合交通枢纽城市。 | 国函〔2024〕186号                  | 2024年12月9日  |
| 3501     | 福州     | 地级市     | 省会           | 福建省           | 2021-2035年   | 不明                   |                               | 不明                         | 不明                        | 福州是福建省省会，东南沿海重要的中心城市，国家历史文化名城，全国性综合交通枢纽城市。 | 国函〔2024〕185号                  | 2024年12月9日  |
| 3502     | 厦门     | 副省级市   | 计划单列市     | 福建省           | 2021-2035年   | 不明                   |                               | 不明                         | 不明                        | 厦门是经济特区，东南沿海重要的中心城市，现代海洋城市，国际性综合交通枢纽城市。 | 国函〔2025〕3号                    | 2025年1月2日   |
| 3601     | 南昌     | 地级市     | 省会           | 江西省           | 2021-2035年   | 不明                   |                               | 不明                         | 不明                        | 南昌是江西省省会，长江中游地区重要的中心城市，国家历史文化名城，全国性综合交通枢纽城市。 | 国函〔2024〕178号                  | 2024年11月29日 |
| 3701     | 济南     | 副省级市   | 省会           | 山东省           | 2021-2035年   | 不明                   |                               | 不明                         | 不明                        | 济南是山东省省会，黄河流域重要的中心城市，国家历史文化名城，全国性综合交通枢纽城市。 | 国函〔2024〕167号                  | 2024年11月8日  |
| 3702     | 青岛     | 副省级市   | 计划单列市     | 山东省           | 2021-2035年   | 不明                   |                               | 不明                         | 不明                        | 青岛是沿海重要的中心城市，国家历史文化名城，现代海洋城市，国际性综合交通枢纽城市。 | 国函〔2024〕169号                  | 2024年11月9日  |
| 4101     | 郑州     | 地级市     | 省会           | 河南省           | 2021-2035年   | 不明                   |                               | 不明                         | 不明                        | 郑州是河南省省会，中部地区重要的中心城市，国家历史文化名城，国际性综合交通枢纽城市。 | 国函〔2025〕2号                    | 2025年1月2日   |
| 4201     | 武汉     | 副省级市   | 省会           | 湖北省           | 2021-2035年   | 不明                   | 1813.35                       | 不明                         | 不明                        | 武汉是湖北省省会，中部地区的中心城市，国家历史文化名城，国际性综合交通枢纽城市；具有中部经济中心、科技创新中心、商贸物流中心、对外交往中心以及长江中游航运中心等功能。                                                                   | 国函〔2025〕23号                   | 2025年2月10日  |
| 4301     | 长沙     | 地级市     | 省会           | 湖南省           | 2021-2035年   | 不明                   |                               | 不明                         | 不明                        | 长沙是湖南省省会，长江中游地区中心城市，国家历史文化名城，全国性综合交通枢纽城市。 | 国函〔2024〕196号                  | 2024年12月16日 |
| 4401     | 广州     | 副省级市   | 省会           | 广东省           | 2021-2035年   | 全域 933（中心城区）   | 2135                          | 650（中心城区）              | 1000                        | 广州是广东省省会，中国重要的中心城市，国家历史文化名城，彰显海洋特色的现代化城市，国际性综合交通枢纽城市，科技教育文化中心；具有国际商贸中心、全国先进制造业基地、综合性门户、国际科技创新中心重要承载地等功能，是粤港澳大湾区核心引擎。 | 国函〔2024〕137号                  | 2024年9月15日  |
| 4403     | 深圳     | 副省级市   | 计划单列市     | 广东省           | 2021-2035年   | 不明                   | 1130.74                       | 不明                         | 不明                        | 深圳是经济特区，国家创新型城市，现代海洋城市，国际性综合交通枢纽城市；具有全国性经济中心、全国先进制造业基地、对外开放门户、国际科技创新中心重要承载地等功能，是中国特色社会主义先行示范区，是中国建设社会主义现代化强国的城市范例。     | 国函〔2024〕144号                  | 2024年9月26日  |
| 4406     | 佛山     | 地级市     |                | 广东省           | 2021-2035年   | 不明                   |                               | 不明                         | 不明                        | 佛山是粤港澳大湾区重要的节点城市，国家历史文化名城。 | 国函〔2025〕14号                   | 2025年1月18日  |
| 4419     | 东莞     | 地级市     |                | 广东省           | 2021-2035年   | 不明                   |                               | 不明                         | 不明                        | 东莞是粤港澳大湾区重要的节点城市。 | 国函〔2025〕15号                   | 2025年1月18日  |
| 4501     | 南宁     | 地级市     | 首府           | 广西壮族自治区   | 2021-2035年   | 不明                   |                               | 不明                         | 不明                        | 南宁是广西壮族自治区首府，华南地区重要的中心城市，全国性综合交通枢纽城市。 | 国函〔2024〕170号                  | 2024年11月9日  |
| 4601     | 海口     | 地级市     | 省会           | 海南省           | 2021-2035年   | 不明                   |                               | 不明                         | 不明                        | 海口是海南省省会，国家历史文化名城，国际性综合交通枢纽城市。 | 国函〔2024〕174号                  | 2024年11月24日 |
| 4603     | 三沙     | 地级市     |                | 海南省           | 2021-2035年   |                        |                               |                              |                             | |                                    | （暂未公开）   |
| 5000     | 重庆     | 直辖市     |                | 重庆市           | 2021年-2035年 | 不明                   | 2020年城镇建设用地规模的1.3倍 | 不明                         | 1250                        | 重庆市是直辖市之一，中国重要的中心城市，国家历史文化名城和国际性综合交通枢纽城市；具有全国先进制造业基地、西部科技创新中心和对外开放门户、长江上游航运中心等功能和“山水之城、美丽之地”独特魅力。                                         | 国函〔2024〕32号                   | 2024年2月21日  |
| 5101     | 成都     | 副省级市   | 省会           | 四川省           | 2021-2035年   | 全域 1564（中心城区）  | 2361.20                       | 不明                         | 1400                        | 成都是四川省省会，西部地区重要的中心城市，国家历史文化名城，国际性综合交通枢纽城市；具有西部经济中心、西部科技创新中心、西部对外交往中心、全国先进制造业基地等功能，是践行新发展理念的公园城市示范区。                                   | 国函〔2024〕146号                  | 2024年9月27日  |
| 5201     | 贵阳     | 地级市     | 省会           | 贵州省           | 2021-2035年   | 不明                   |                               | 不明                         | 不明                        | 贵阳是贵州省省会，西南地区重要的中心城市，全国性综合交通枢纽城市。 | 国函〔2025〕6号                    | 2025年1月9日   |
| 5301     | 昆明     | 地级市     | 省会           | 云南省           | 2021-2035年   | 不明                   |                               | 不明                         | 不明                        | 昆明是云南省省会，面向南亚东南亚的区域性中心城市，国家历史文化名城，国际性综合交通枢纽城市。 | 国函〔2024〕197号                  | 2024年12月16日 |
| 5401     | 拉萨     | 地级市     | 首府           | 西藏自治区       | 2021-2035年   | 不明                   |                               | 不明                         | 不明                        | 拉萨是西藏自治区首府，国家历史文化名城，全国性综合交通枢纽城市。 | 国函〔2025〕10号                   | 2025年1月15日  |
| 6101     | 西安     | 副省级市   | 省会           | 陕西省           | 2021-2035年   | 不明                   |                               | 不明                         | 不明                        | 西安是陕西省省会，西部地区重要的中心城市，国家历史文化名城，国际性综合交通枢纽城市，国家重要科研和文教中心。 | 国函〔2025〕13号                   | 2025年1月17日  |
| 6201     | 兰州     | 地级市     | 省会           | 甘肃省           | 2021-2035年   | 不明                   | 732.66                        | 不明                         | 不明                        | 兰州是甘肃省省会，西部地区重要的中心城市，全国性综合交通枢纽城市；具有西北先进制造业基地、区域性科技创新高地等功能。 | 国函〔2024〕177号                  | 2024年11月29日 |
| 6301     | 西宁     | 地级市     | 省会           | 青海省           | 2021-2035年   | 不明                   |                               | 不明                         | 不明                        | 西宁是青海省省会，西北地区重要的中心城市，全国性综合交通枢纽城市。 | 国函〔2024〕202号                  | 2024年12月23日 |
| 6401     | 银川     | 地级市     | 首府           | 宁夏回族自治区   | 2021-2035年   | 不明                   |                               | 不明                         | 不明                        | 银川是宁夏回族自治区首府，西北地区重要的中心城市，国家历史文化名城，全国性综合交通枢纽城市。 | 国函〔2025〕5号                    | 2025年1月9日   |
| 6501     | 乌鲁木齐 | 地级市     | 首府           | 新疆维吾尔自治区 | 2021-2035年   | 不明                   | 758.79                        | 不明                         | 不明                        | 乌鲁木齐是新疆维吾尔自治区首府，西部地区重要的中心城市，国际性综合交通枢纽城市；具有面向中亚西亚交往中心、国际商贸物流中心等功能。 | 国函〔2025〕11号                   | 2025年1月15日  |